# SMS Emden (1908.)
Ovo je članak o njemačkom ratnom brodu iz 1908. Za druga značenja vidi Emden (razdvojba)
SMS Emden je bila laka krstarica njemačke carske mornarice u Prvom svjetskom ratu. Emden je početkom rata u Indijskom oceanu vodio krstarički rat protiv savezničkog pomorskog prometa, potopivši 30 trgovačkih i ratnih brodova prije vlastitog uništenja u bitci kod Kokosovih otoka. Emdenovo krstarenje Indijskim oceanom jedna je od najpoznatijih epizoda Prvog svjetskog rata na moru.

## Početak karijere
Porinut je u Danzigu 26. svibnja 1908. te je uveden u službu carske mornarice 10. srpnja 1909. Nazvan je po gradu Emdenu, koji je financirao izgradnju broda. Naoružan s 10 x 105 mm topova, bio je posljednja njemačka krstarica s klipnim parnim strojevima. Emdenov blizanac Dresden i sve kasnije krstarice bile su opremljene parnim turbinama. Kao i na većini tadašnjih brodova, 12 je kotlova zagrijavano na ugljen.
Dana 1. travnja 1910. Emden je službeno uveden u flotu i dodijeljen Istočnoazijskoj stanici Tsingtao u njemačkoj kineskoj koloniji Kiautschou. 12. travnja 1910. napustio je Kiel, i nakon što je prošao Kielski kanal, uputio se na otvoreno more. Nije se više nikada vratio u njemačke vode. Radi svojih skladnih linija, u Tsingtaou je dobio nadimak "Labud istoka".
Prvi je puta sudjelovao u borbama pri gušenju pobune Sokehsa na otoku Ponape, na njemačkim Karolinima siječnja 1911. Zajedno s lakom krstaricom Nürnberg, glavnom je baterijom tukao pobunjenička utvrđenja, a zatim poslao vojsku na obalu da zauzme uporište.
U svibnju 1913., Emdenu je dodijeljen posljednji zapovjednik, kapetan korvete (Korvettenkapitän) Karl von Müller. Plemenitost kapetana von Müllera tijekom njegovog zapovjedništva donijelo mu je poštovanje i prijatelja i neprijatelja. Zagonetan i miran čovjek, Müller je radi čestih napada malarije umro oko pet godina nakon kraja rata.
Tijekom Druge kineske revolucije, Mülleru je naređeno da uguši pobunu Kineza duž rijeke Jangce. U kolovozu 1913., pridružio se nekolicini britanskih i japanskih brodova na Jangceu i topovskom paljbom primorao pobunjeničku utvrdu na predaju 13. kolovoza.

## Prvi svjetski rat
Kapetan Müller je bio upoznat kako je japanska flota zarobila i uništila rusku flotu u Port Arthuru tijekom Rusko-japanskog rata. Kada su iz Europe došle vijesti o predstojećem ratu, bio je riješen da ne dozvoli povijesti da se ponovi. Jedina veća mornarička jedinica izvan rutinskih misija u kolonijama Tihog oceana, Emden je iz Tsingtaa isplovio 31. srpnja 1914., te je bio na moru kada je 2. kolovoza stigla vijest o početku Prvog svjetskog rata.
Dva dana kasnije, zarobio je prvi brod, ruski parobrod Rjasan, koji je bio zauzet i otpraćen natrag u Tsingtao.
Njemačka je kolonija ubrzo bila okružena zaraćenim stranama - Britancima, Francuzima, Japancima i Rusima, koji su svi imali baze i ratne brodove u blizini Kiautschoua. Luka duboke vode u Tsingtaou, zajedno sa svojim naprednim brodograđevnim postrojenjima i modernom infrastrukturom bila je saveznicima vrlo privlačna.
Shvativši da se kolonija neće moći dugo održati, Müller je napustio Kiautschou da bi se pridružio njemačkoj Istočnoazijskoj eskadri pod zapovjedništvom viceadmirala Maximiliana von Speea. Müller je mornarima dozvolio postrojavanje na palubi u smjenama, "pjevanje brodskoj glazbi i pogled na njemački grad koji se prostire pred njima na niskom večernjem suncu", po posljednji puta.
8. kolovoza 1914., Emden se sastao s eskadrom admirala Speea kod otoka Pagan na sjevernim Marijanskim otocima, tada njemačkoj koloniji. Spee je želio da eskadra ostane zajedno i pokuša doseći Njemačku, ali je pristao na prijedlog kapetana Müllera da se jedna laka krstarica odvoji radi haranja britanske trgovačke mornarice u Indijskom oceanu. Povevši sa sobom brod za prijevoz ugljena Markomannia, "s punim tovarom prvoklasnog ugljena", Emden se 14. kolovoza 1914. odvojio od flote.
Na putu za njemačko otočje Palau, Emden je susreo topovnjaču Geier, i obavijestio njenog kapetana o posljednjim ratnim zbivanjima. Müller je potom kraj otoka Timor u Nizozemskoj istočnoj Indiji započeo utovar ugljena na svoj brod, kada ga je presreo 5300 tonski nizozemski "minijaturni bojni brod" Tromp, te je "usljedila elaborirana ramjena ljubaznosti." Nizozemski je kapetan pozvao Müllera na Tromp, svojim njemačkim gostima ponudio piće, i ljubazno objasnio proglašenje neutralnosti svoga naroda. Nakon ukrcaja ugljena, Emden je otišao, ali i dešifrirao nizozemsku radio poruku koja je izvještavala o prolasku britanskog ratnog broda s četiri dimnjaka, u suprotnosti s nizozemskom neutralnošću. Iskoristivši izvještaj, Müller svom brodu dodao lažni četvrti dimnjak da bi sličio na britansku krstaricu HMS Yarmouth. 28. kolovoza 1914., Emden se provukao kroz uski tjesnac između Balija i Lomboka u Indijski ocean, s brodom za ugljen nekoliko milja od krme u brazdi.

## Nezavisni rejder u Indijskom oceanu
Godine 1914., Indijski se ocean, radi britanske dominacije glavnih luka i gustog prometa britanskih brodova i brodova britanskih dominiona na rutama tog oceana, često nazivao "britanskim jezerom".
10. rujna, Emden je započeo lov na stotine nezaštićenih britanskih i savezničkih trgovačkih brodova. U rujnu 1914., zaplijenio je sedamnaest brodova, svih britanskih osim dva broda iz neutralnih zemalja, jedan talijanski i jedan norveški, koji su potom pušteni. Većina zarobljenih britanskih brodova brzo je potopljena vatrom iz 105 mm topova, ili postavljanjem eksplozivnih naboja duboko u utrobi brodova. Kapetan Müller uvijek se s poštovanjem odnosio prema kapetanima zarobljenih brodova, i osigurao da se sa svakim zarobljenim britanskim mornarom dobro postupa.
Britanski admiralitet za prisutnost Emdena nije doznao prije 14. rujna, u doba kada su zaustavili sav britanski pomorski promet na ruti Colombo-Singapur. To je stvorilo veliku paniku u uredima britanskog i savezničkog pomorskog prometa u Indijskom oceanu. Stope osiguranja za trgovačke brodove dramatično su porasle, te si brodarska poduzeća nisu mogla priuštiti da napuste luke. Činjenica da je jedna detaširana njemačka krstarica mogla djelotvorno prekinuti promet cjelokupnim Indijskim oceanom, bila je za Britance i saveznike izvor velike sramote.
Nekoliko ratnih brodova britanske australske i dalekoistočne eskadre, kao i nekoliko francuskih, japanskih i ruskih krstarica, bili su otposlani u lov na Emden, ali je Müller svima uspio izbjeći. Neki zapovjednici britanskih trgovačkih brodova, kada su vidjeli da im Emden prilazi, pozdravili bi ga zamijenivši ga za HMS Yarmouth. Umjesto toga, Emden bi ispalio hitac preko pramca, istakao njemačku ratnu pomorsku zastavu i signalizirao da se obustave radio komunikacije.

## Od Madrasa do Penanga
Kasno u noć 22. rujna 1914., Emden je mirno prišao gradu Madrasu na jugoistočnoj obali indijskog poluotoka. U 21:30, s udaljenosti od 2700 metara otvorio je vatru na brojne velike tankove za naftu kompanije Burmah Oil Company. Tankove je zahvatila vatra tijekom prvih 30 paljbi. Najveće je gubitke pretrpio trgovački brod usidren u luci, s 26 ranjenih, 5 civilnih mornara poginulih u borbi ili kasnije od zadobivenih rana. Akcija je trajala pola sata, do 22:00, kada su obalne baterije započele uzvraćati vatru. Međutim, Emden se udaljio neoštećen nakon što je ispalio 125 granata. Iako je napad prouzročio manju štetu, bio je to teški udarac britanskom moralu te su tisuće ljudi pobjegle iz Madrasa.
Potom je otplovio na jug prema istočnoj obali Cejlona (Šri Lanka). Približio se Colombu, ali suzdržao se od napada radi reflektora koji su stalno šarali lukom i obalnih topničkih položaja. Smatra se da su većina topništva bili lažni objekti, izrađeni od debala. Emden je kod Britanaca izazvao znatnu paniku. H.H. Engelbrecht, burski lovočuvar njemačkog porijekla bio je lažno optužen da krstaricu snabdijeva mesom i pritvoren. Cejlonske su majke svoju djecu plašile s babarogom "Emden". Riječ "'emden'", značenja "snalažljiv", nakon uspješnog napada na Madras ušla je u Tamilski jezik, te se do danas posebno lukava osoba naziva Emdena.
Kapetan Müller tada se uputio prema Minicoyu na otočju Lakadivi, gdje je između 25. i 29. rujna 1914. potopio još šest savezničkih brodova. U međuvremenu, HMS Hampshire i krstarica Chikuma Japanske carske mornarice dobili su zadatak potrage za Emdenom u Lakadivskom moru. Bili su međutim neuspješni, jer je njihov neuhvatljivi plijen, u vrijeme kada su stigli, već otplovio za Maldive.
Zavaran starom kartom, kapetan Müller odlučio je da je sljedeći cilj otočje Chagos, očekujući bogati plijen. Međutim, kada se 5. listopada usidrio na otoku Diego Garcia, bez da je naišao na ijedan brod, saznao je stanovnici još nisu bili obavješteni o objavi rata. Dao je popraviti brodski motorni čamac, te je sljedećih deset dana provedeno u čišćenju kobilice i remontu strojeva.
Prisluškivanjem radio signala, Müller je doznao da se pomorski promet istočno od Cejlona vratio na uobičajeni inzenzitet, te da su dvije krstarice u lovu na Emden dobile pojačanje jedino naoružanim trgovačkim brodom SS Empress of Asia. Potom je ponovo krstario Lakadivskim morem oko Minicoya, zarobivši deset savezničkih brodova. Iako je potraga za njim bila intenzivirana, i pomorski promet ponovo prekinut, ujutro 21. listopada na Maldivima je u kišnim vihorima izmakao krstarici Hampshire i brodu Empress of Asia, i postavio kurs za Nikobarske Otoke, gdje se prije svog posljednjeg velikog podviga na Penangu, oprskrbio ugljenom.
Saveznici su tada odlučili pokrenuti ozbiljne mjere. HMS Yarmouth i ruska krstarica Askold prebačeni su iz zaštite konvoja u lov na Emden. Japanska carska mornarica poslala je krstarice Tokiwa i Yakumo na istočnu obalu Bengalskog zaljeva kao pojačanje Chikumi i ruskoj krstarici Žemčug
S Nikobara, u proboju prema jugoistoku, kapetan Müller se usmjerio prema luci Penang u Britanskoj Malaji. Ujutro 28. listopada, Emden je punom brzinom ušao u luku, još uvijek maskiran kao britanska krstarica s lažnim četvrtim dimnjakom. Tijekom bitke, kasnije poznate kao Bitka u Penangu, Emden je nakon ulaska u luku podigao njemačku zastavu i ispalio torpedo na rusku krstaricu Žemčug, veterana Bitke kod Cušime, praćen salvom projektila kojima je izrešetan ruski brod. Drugi torpedo, ispaljen kada je Emden zaokrenuo na odlasku, prodro je u prednje skladište, uzrokujući eksploziju koja je potopila brod. Kapetan Žemčuga bio je odsutan s dužnosti za vrijeme napada, te je kasnije bio degradiran i zatvoren.
Jednako brzo kao što je i stigao, Emden je uspio i pobjeći. Francuski ga je razarač Mousquet pratio vjerujući da je to britanska krstarica koja progoni neprijateljski rejder. Jednom na otvorenom moru, Emden se okrenuo usamljenom francuskom razaraču i otvorio vatru, te je iznenadivši Mousquet, ubrzo ga potopio. Njegovi blizanci Pistolet i Fronde, također su pokušali pratiti njemačku krstaricu, ali ubrzo su izgubili kontakt. 36 preživjelih s Mousqueta spasio je Emden, te su potom trojica umrli od ozljeda, pokopani u moru s punim počastima. Dva dana kasnije, preostali Francuzi prebačeni su na britanski parobrod Newburn, kojeg je njemački brod presreo, ali nije ga napao kako bi Francuze mogao prevesti u Sabang na Sumatri, u neutralnoj Nizozemskoj istočnoj Indiji. Francuski su mornari idućeg dana bili sigurno na obali, te je britanski kapetan čak poslao pismo kapetanu von Mülleru.
U to vrijeme, Emden je definitivno bio najtraženiji brod na svijetu, ali Müller je ipak uspijevao izigrati udružene napore japanskih brodova Yahagi i Chikuma, ruske 
krstarice Askold, britanskih brodova Hampshire, Yarmouth, Gloucester, Weymouth, Empress of Russia i Empress of Australia.

## Kraj
Kapetan Müller brod je Sundskim prolazom uputio prema Kokosovom otočju gdje je na otoku Directionu namjeravao uništiti radio relej kompanije Eastern Telegraph, što bi onesposobilo savezničke komunikacije u Indijskom oceanu. Kasnije se namjeravao uputiti na Sokotru, i napadati savezničke brodove na ruti Bombay-Aden. Međutim, to se nije ostvarilo.
Do tada, ne manje od šezdeset savezničkih ratnih brodova češljalo je Indijski ocean u potrazi za Emdenom. Na otok Direction stigao je 9. studenoga 1914. Kapetan Müller odlučio je na obalu poslati grupu od 50 naoružanih mornara pod zapovjedništvom poručnika Helmutha von Mückea da uništi toranj i opremu radio releja. Britanski civili, upoznati s galatnim vladanjem Emdenovog kapetana i posade, nisu pružali otpor. Naoružana grupa na obali, čak je pristala da toranj ne poruši preko malog teniskog terena na otoku.
Nažalost po Emden, nadstojnik Darcy Farrant iz Eastern Telegraph Company primijetio je nedostatak četvrtog dimnjaka (u usporedbi sa savezničkim lakim krstaricama u području) i poslao opću poruku o nepoznatom ratnom brodu u području. Australska laka krstarica HMAS Sydney naoružana s osam 150 mm topova, bila je upućena u 06:30 iz australskog konvoja za trupe na ruti za Colombo. Na samo 55 milja (89 km) sjeverno od Direction Islanda, stigla je za oko tri sata.
Kada su stražari na Emdenu uočili nadolazeći Sydney, kapetan Müller nije imao izbora nego podići sidro, ostaviti svoje mornare na otoku Directionu, i sukobiti se s australskom krstaricom. Sydney je bio veći i brži od Emdena te ga je nadjačao, ali borba se ipak produžila gotovo sat i pol. Početkom bitke, Emden je uspio na Sydneyu onesposobiti top i uništiti daljinomjer. Međutim, i sam je pogođen više od 100 puta, pretrpio ozbiljna oštećenja. Emdenova je paljba splasnula te je kapetan Müller u 11:15 brod nasukao na plažu otoka North Keeling da bi izbjegao potapanje.
U tom trenutku, Sydney je napustio mjesto bitke radi potjere za brodom za ugljen. Kada se u 16:30 vratio do nasukane njemačke krstarice, zapovjednik Sydneya, kapetan John Glossop, ustanovio je da je na Emdenu još istaknuta borbena zastava, kao oznaka namjere o nastavku otpora. Poslan je signal s zahtjevom za predaju, ali nije odgovoreno. Sydney je ponovo otvorio vatru, i uzrokovao daljnje gubitke prije nego što je Emden spustio zastavu. Glossop je kasnije izjavio da se radi naređenja o posljednjoj paljbi "osjećao kao ubojica", ali u danim okolnostima nije imao izbora. Njemački su gubici su bili 131 mrtvih i 65 ranjenih. Kapetan Müller i ostatak posade bili su ratni zarobljenici, časnicima je međutim, dozvoljeno da zadrže svoje mačeve kao znak časti. Sydney je potom otplovio u smjeru otoka Direction radi provjere stanja radio releja i telegrafske stanice. Međutim, jer je bilo previše mračno za iskrcavanje na obalu, kapetan Glossop je morao do idućeg jutra ostati na sidru.
U međuvremenu, poručnik Mücke istaknuo je njemačku carsku zastavu, proglašavajući otok njemačkim posjedom, stavljajući sve Engleze pod prijeki sud. Pripremio se za obranu plaže postavljanjem strojnica i kopanjem rovova. Nakon što je promatrao bitku između svog broda i Sydneya, Mücke je zaplijenio stari jedrenjak, 123-tonsku trojarbolnu škunu Ayesha, i naredio isplovljavanje. Iako je bila stara i trula, Mücke ju je tako dobro popravio da je cjelokupna njemačka posada na otoku, zajedno s oružjem, bila ukrcana. Plitkim vodama, s brojnim grebenima, bez ijedne pomorske karte, njemački su mornari zaplovili prema svojem cilju, Padangu na Sumatri.

## Popis trofeja
Datum (sve 1914.), ime broda, tonaža, zastava, teret, status.
4. kolovoz, Rjasan, ruska, generalni, odveden u Tsing-Tau.
10. rujan, Pontoporus, 4049, grčka, ugljen, zarobio ga HMS Yarmouth.
10. rujan, Indus, 3393, britanska, generalni, potopljen.
11. rujan, Lovat, 6102, britanska, balast, potopljen.
12. rujan, Kabinga, 4657, britanska, pušten 14. rujna
13. rujan, Killin, 3512, britanska, ugljen, potopljen.
13. rujan, Diplomat, 7615, britanska, generalni, potopljen.
12. rujan, Dandolo, talijanska, generalni, pušten.
14. rujan, Trabboch, 4014, britanska, balast, potopljen.
14. rujan, Clan Matheson, 4775, britanska, generalni, potopljen.
18. rujan, Dovre, norveška, pušten.
25. rujan, King Lud, 3650, britanska, balast, potopljen.
25. rujan, Tymeric, 3314, britanska, šećer, potopljen.
26. rujan, Gryfevale, 4437, britanska, generalni, pušten
27. rujan, Buresk, 4350, britanska, ugljen, namjerno potopljen nako što ga je zarobio HMAS Sydney.
27. rujan, Riberra, 4147, britanska, balast, potopljen.
27. rujan, Foyle, 4147, britanska, balast, potopljen.
27. rujan, Djocja, nizozemska, prazan, pušten.
16. listopad, Clan Grant, 3948, britanska, generalni, potopljen.
16. listopad, Benmohr, 4806, britanska, generalni, potopljen.
16. listopad, Ponrabbel, 473, britanska, jaružar, potopljen.
18. listopad, Troilus, 7526, britanska, generalni, potopljen.
18. listopad, Fernando Poo, španjolska, pušten.
18. listopad, St. Egbert, 5526, britanska, generalni, potopljen.
18. listopad, Exford, 4542, britanska, ugljen, zarobio ga HMS Empress of Asia.
19. listopad, Chilkana, 5146, britanska, generalni, potopljen.
28. listopad, Glenturret, britanska, generalni, pušten.
28. listopad, Žemčug, ruska krstarica, potopljen torpedom.
28. listopad, Mousquet, francuski razarač, potopljen topovskom paljbom.
30. listopad, Newburn, britanska, pušten s preživjelima s Mousqueta.
9. studeni, Ayesha, 97, britanska, škuna, korišten za bijeg, namjerno potopljen kod Sumatre.

## Epilog
Kapetanu Mülleru, kaiser Wilhelm II. dodijelio je Željezni križ prve klase. U stvari, svi časnici koji su služili na Emdenu odlikovani su željeznim križem prve klase, dok je 50 članova posade odlikovano željeznim križem druge klase. Müller je kasnije premješten u Englesku, dok je njegova posada ostala u zatočeništvu na Malti do studenog 1919.
 Listopada 1918., von Müller je ranije pušten u sklopu razmjene zarobljenika. Vrativši se u Njemačku, bio je odlikovan s Pour le Mérite, unaprijeđen u čin Kapitän zur See, te je kasnije napustio mornaricu radi lošeg zdravlja. Umro je 1923. Kao oznaku časti, carska njemačka vlada svim je preživjelim članovima posade dozvolila da svojim imenima dodaju sufiks "Emden", počast do danas sačuvana jer u njemačkoj danas žive brojni njihovi potomci. Prema Almanahu Gotha, svezak I. (2000.), jedan je od njih bio Franz Joseph, Princ Hohenzollern-Emden (1891. – 1964.)
Poručnik Mücke i njegova grupa mornara, stigli su do Padanga na Sumatri, u neutralnoj Nizozemskoj Istočnoj Indiji, gdje su se 13. prosinca 1914. susreli s njemačkim trgovačkim brodom, kojim su doplovili do Al Hudaide u Otomanskom Carstvu, pokrajina Sjeverni Jemen. Odatle su kopnenim putem poduzeli epsko putovanje pod stalnim šikaniranjem, prije dolaska u Istanbul 5. svibnja 1915. Od tamo, otputovali su za Njemačku.
Zarobljeni njemački mornari prebačeni su u Singapur, gdje je tada bila stacionirana jedino "5. Indijska laka pješačka pukovnija", i ponešto "Malajskih državnih vodiča". 15. veljače 1915., gotovo se 850 ljudi 5. lake pješačke pukovnije, zajedno s oko 100 ljudi Malajskih državnih vodiča, pobunilo. Pobuna je trajala gotovo sedam dana, a rezultirala je smrću 47 britanskih vojnika i lokalnih civila. Pobunjenici su također oslobodili zarobljenu posadu Emdena, te su zatražili da im se pridruže, ali Nijemci su odbili i zapravo su uzeli oružje i branili vojarne nakon što su pobunjenici otišli (kao i zaklanjajući neke od britanskih izbjeglica), dok logor nije bio vraćen pod nadzor.
Pobunjenici su potom divljali u luci Keppel. Pobunu su ubrzo potisnuli lojalna policija (uglavnom Sikhi) i pomorci iz brodova u luci. Tisak je izvijestio da je najmanje jedan Emdenov časnik, pukovnik Lauterbach, iskoristio konfuziju pobune radi bijega. 
Međutim, u razgovoru s američkim novinarom Lauterbach je porekao podsticanje domaćih trupa protiv Britanaca, te je tvrdio da je pobjegao tunelom nakon što se "revolucija" smirila.
Emdenova maskota, 12 cm brončana figura žene, dodijeljena je Sir Johnu Hopeu Simpsonu, tada vršitelju dužnosti zapovjednika Andamanskih i Nikobarskih otoka.
Godine 1917., 105 mm top s Emdena postavljen je kao spomenik u Sydneyski Hyde Park. Još jedan top izložen je u Australian War Memorial u Canberri, kraj videokarte bitke. Jedna od granata izložena je u gradskom muzeju Madrasa. Olupinu je većim dijelom 1950. iskoristila jedna japanska kompanija za staro željezo, ali manji dijelovi olupine još postoje.
Od uništenja Emdena 1914., još četiri broda njemačke ratne mornarice nazvana su istim imenom. Drugi Emden izgrađen je 1916. Bio je nasukan u Scapa Flowu 1919., kada je većina Flote otvorenog mora bila namjerno potopljena. Bio je dodijeljen francuskoj mornarici, koja ga je izrezala 1926. Treći Emden, bio je prvi novi ratni brod izgrađen u Njemačkoj nakon Prvog svjetskog rata. Četvrti Emden bio je fregata klase Köln iz 1959., prodan Turskoj 1983. Najnoviji Emden je fregata klase Bremen, uvedena u službu 1983., i trenutno (2011.) u službi u njemačkoj mornarici.
Kako je Wilhelm II. željezni kriz dodijelio i samome brodu (jedini drugi odlikovani brod je bila podmornica U-9), četiri kasnija Emdena svi su na svojim pramcima nosili velike simbole tog odlikovanja.
SMS Emden postao je dijelom riječnika jezika Malajalam kao "emenden", približnog značenja "veliki" ili "veličanstveni". Tijekom Prvog svjetskog rata, odvažnost Emdena zastrašivala je stanovnike obale Malabar, iako Emden nije nikada napao to područje.
Brod blizanac SMS Dresden, nakon poraza njemačke flote kod Falklanskih otoka, doživio je sličnu sudbinu, te je 1915. namjerno potopljen na otočju Juan Fernández.

## Vanjske poveznice
- SMS Emden - deutsche-schutzgebiete.de   Arhivirana inačica izvorne stranice od 1. travnja 2015. (Wayback Machine)
- SMS Emden - fregatte-emden.de
- SMS Emden - stahlgewitter.com
- SMS Emden - ims-magazin.de